# Palais Schaumburg (Band)
Palais Schaumburg ist eine 1980 in Hamburg gegründete Rockgruppe der Neuen Deutschen Welle (NDW). Sie benannte sich nach der Residenz Palais Schaumburg des Bundeskanzlers in Bonn. Ihr Stil zeichnete sich durch eine am Funk orientierte Rhythmusgruppe (Bass, Schlagzeug) sowie einen an Kinderlieder erinnernden atonalen Gesang aus.

## Geschichte und Stil
Beeinflusst von der amerikanischen Avantgarde-Band The Residents versuchte sich Palais Schaumburg an einer neuen Art avantgardistischer „Tanzmusik“. Die Gruppe benutzte den Text der Kinderoper Wir bauen eine Stadt von Paul Hindemith für ihren bekanntesten Song und lehnte sich stark am Dadaismus an. Typische Zeilen waren:
Wir liegen im Bett

Der Mast hat mich am Kopf getroffen

Der Mast hat mich am Kopf

Wir fegen den Wald

Morgen wird der Wald gefegt

Grauer Wolf gehenkt

Grauer Wolf
Zur Erstbesetzung gehörte neben Holger Hiller und Thomas Fehlmann u. a. auch FM Einheit (Abwärts, Einstürzende Neubauten), der die Gruppe jedoch Mitte 1981 verließ. Nach zwei bei Zickzack Records herausgebrachten Singles bekam die Gruppe einen Plattenvertrag bei einem großen Label – ein Beispiel von vielen, wo sich die Musikindustrie breit aufstellte und auch NDW-Gruppen vertraglich band, die nicht den Mainstream bedienten. In dem 1981 von Michael Bentele produzierten Film Deutsche Welle ist die Gruppe mit drei Stücken vertreten: Telefon, Wir bauen eine Stadt und Jawoll, meine Herr’n (Hans-Albers-Cover).
Die Gruppe kam nie über den Geheimtipp-Status hinaus, obwohl auch internationale Auftritte wie in der Danceteria in New York oder in der Haçienda in Manchester absolviert wurden. Innerhalb der Szene nahm Palais Schaumburg die Rolle der unterkühlten intellektuellen Tanzmusik aus Hamburg ein und bildete damit einen Kontrast zu stärker am Punk orientierten Gruppen wie den Fehlfarben aus Düsseldorf oder Ideal aus Berlin, die ironisch mit Motiven des Schlagers spielte. Nach der Debüt-LP verließ Hiller die Band, um eine Solokarriere zu starten. Mit seinem Nachfolger Walther Thielsch entstand das Album Lupa, das eine Mischung aus Funk, lateinamerikanischen Klängen und Avantgarde bot.
Nach längerer Pause versuchte die zum Trio geschrumpfte Formation mit dem englischsprachigen Parlez-Vous Schaumburg einen Neuanfang, produziert von der NDW-Sängerin Inga Humpe (Neonbabies, DÖF). Der Erfolg blieb aus, man trennte sich wieder.
Seit 2011 findet sich Palais Schaumburg in der Besetzung Hiller, Blunck, Fehlmann, Hertwig wieder zu vereinzelten Konzertauftritten zusammen, so etwa 2012 in Köln im Rahmen der c/o pop im Kammermusiksaal des Deutschlandfunks und in Frankfurt am Main beim „Lüften“-Festival, 2018 in München beim Festival Alien Disko in den Kammerspielen und 2019 in Hamburg auf Kampnagel.

## Diskografie

### Singles
- 1981: Rote Lichter
- 1981: Telephon
- 1981: Wir bauen eine neue Stadt
- 1981: Grünes Winkelkanu[7]
- 1982: Goldene Madonna
- 1982: Lupa (Promo)
- 1983: Hockey
- 1984: Beat of 2
- 1984: Name the Cats
- 1984: Easy Go

### Alben
- 1981: Das Single Kabinett (Kompilationsalbum, Zickzack Records)
- 1981: Palais Schaumburg (Phonogram)
- 1982: Lupa (Phonogram)
- 1984: Parlez-Vous Schaumburg (Phonogram)